# Tebuwung
Tebuwung is een bestuurslaag in het regentschap Gresik van de provincie Oost-Java, Indonesië. Tebuwung telt 3166 inwoners (volkstelling 2010).